# ونتانا (آریزونا)
ونتانا (به انگلیسی: Ventana) یک منطقهٔ مسکونی در ایالات متحده آمریکا است که در شهرستان پیما، آریزونا واقع شده‌است. ونتانا ۲٫۶۹ کیلومتر مربع مساحت و ۲٬۳۸۰ نفر جمعیت دارد و ۶۸۲٫۱۵ متر بالاتر از سطح دریا واقع شده‌است.